# Ophir (Utah)
Ophir és una població dels Estats Units a l'estat de Utah. Segons el cens del 2000 tenia 23 habitants.

## Demografia
Segons el cens del 2000, Ophir tenia 23 habitants, 10 habitatges, i 6 famílies. La densitat de població era de 55,5 habitants per km².
Dels 10 habitatges en un 20% hi vivien nens de menys de 18 anys, en un 60% hi vivien parelles casades, en un 0% dones solteres, i en un 40% no eren unitats familiars. En el 40% dels habitatges hi vivien persones soles el 20% de les quals corresponia a persones de 65 anys o més que vivien soles. El nombre mitjà de persones vivint en cada habitatge era de 2,3 i el nombre mitjà de persones que vivien en cada família era de 3,17.
Per edats la població es repartia de la següent manera: un 8,7% tenia menys de 18 anys, un 8,7% entre 18 i 24, un 8,7% entre 25 i 44, un 43,5% de 45 a 60 i un 30,4% 65 anys o més.
L'edat mediana era de 54 anys. Per cada 100 dones de 18 o més anys hi havia 110 homes.
La renda mediana per habitatge era de 50.000 $ i la renda mediana per família de 49.167 $. Els homes tenien una renda mediana de 46.875 $ mentre que les dones 13.750 $. La renda per capita de la població era de 29.906 $. Cap de les famílies estaven per davall del llindar de pobresa.

## Poblacions més properes
El següent diagrama mostra les poblacions més properes.